# ستبردم دم‌سیاه
ستبردم دم‌سیاه (نام علمی: Murexechinus melanurus) نام یک گونه از تیره ستبردمان است.